# Milen vára
Milen vára (horvátul: Milengrad) egy várrom Horvátországban, a Budinščinához tartozó Grtovec település határában.

## Fekvése
Grtovec településtől északra, az Ivaneci-hegység egyik 430 méter magas meredek sziklaszirtjén találhatók igen tekintélyes romjai.

## Története
Milenvárat valószínűleg még a 13. században építették, de csak 1309-ben említik először, amikor Loránd fia Mikcstől, a Herkfy család kezére került. A zajezdai uradalom székhelye volt. 1536-ban Herkfy Katalin házasságával egy része Patacsich Miklósé lett és egészen a 17. század közepéig e két család birtoka volt. Ekkor a kihalt Herkfy család birtokrészét is a Patacsich család örökölte meg. A Patacsichok miután felépítették a Zajezda település melletti új kastélyukat a várat felhagyták. 1683-ban már elhagyott várként említik. 

Milen alaprajza

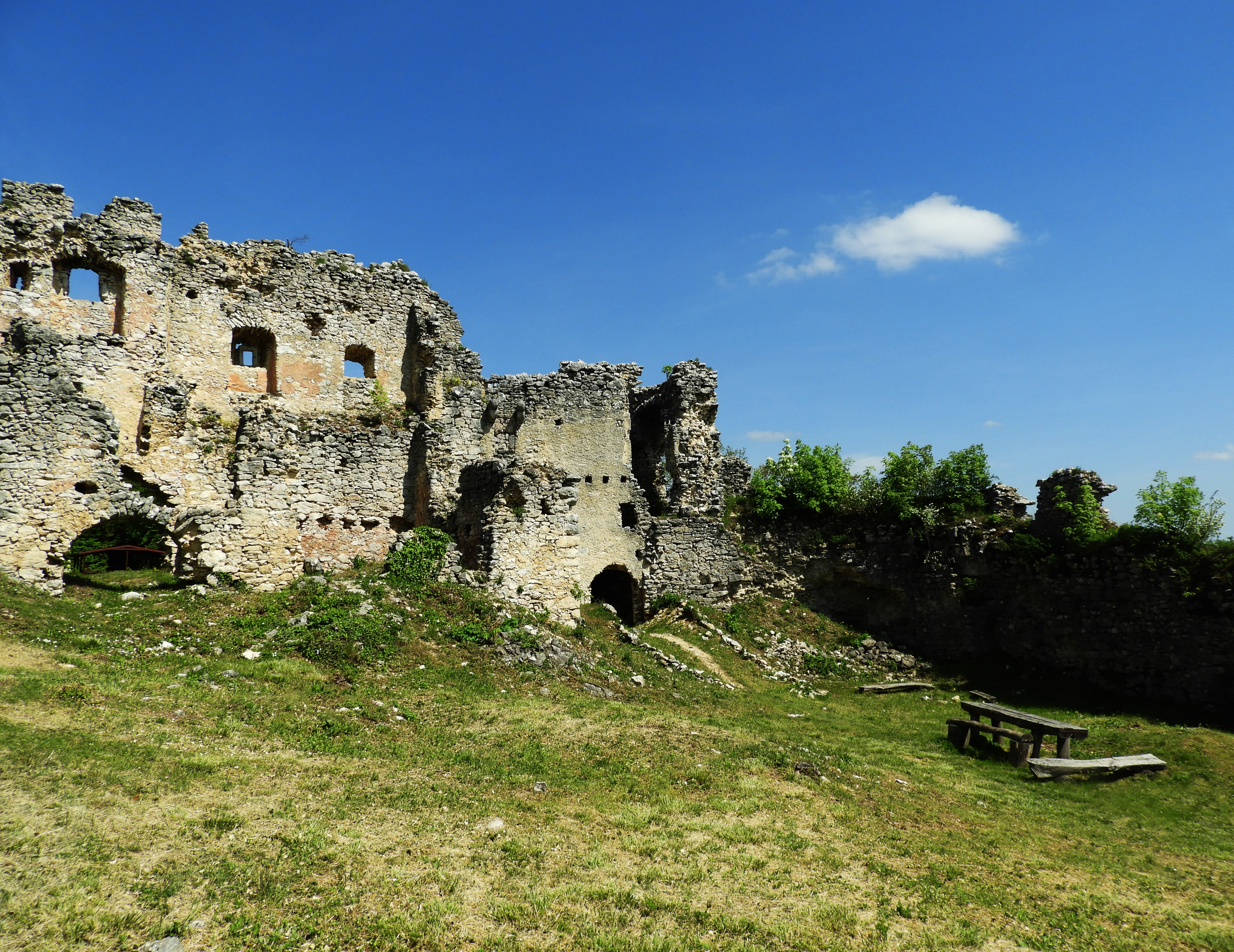

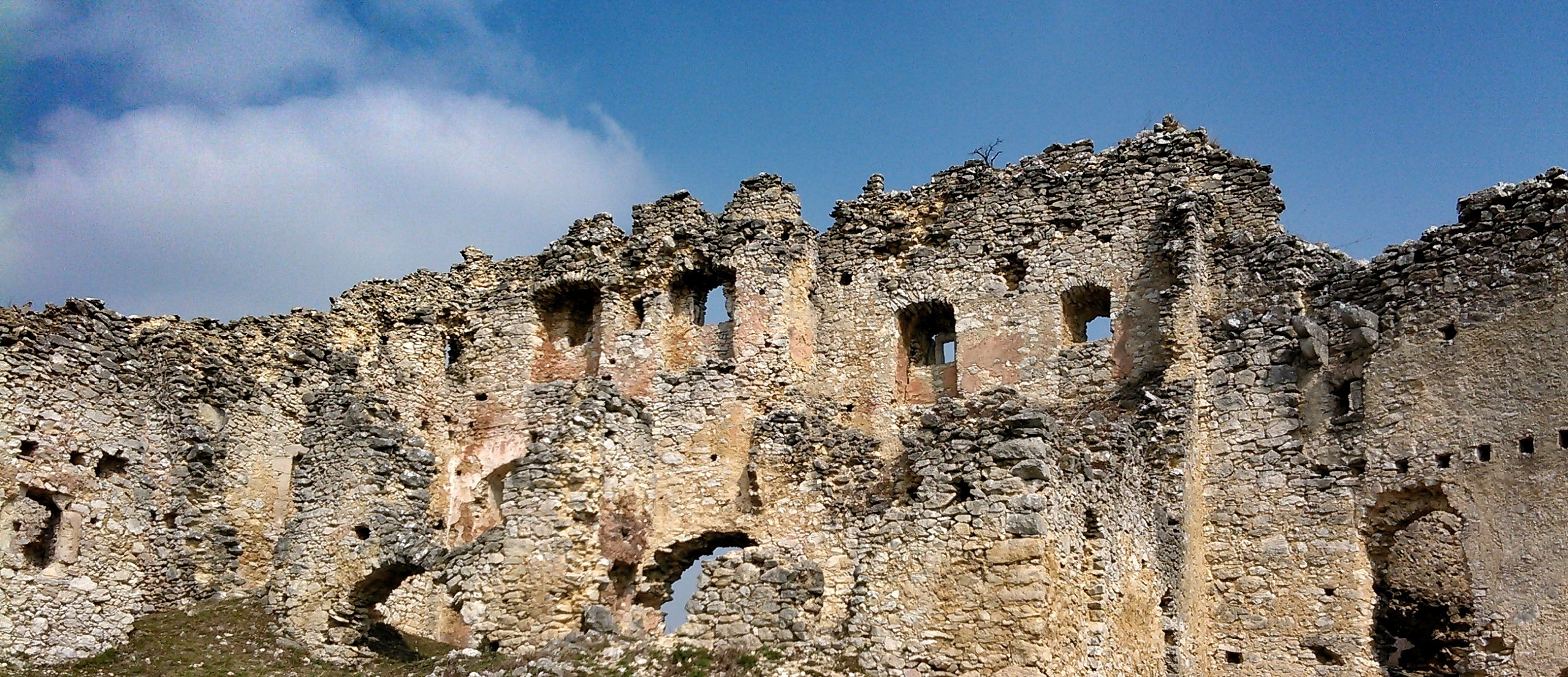

## A vár mai állapota
A vár alaprajza egy szabálytalan négyszögalakot mutat, melynek hosszabbik oldala 35 méter, rövidebb oldala mintegy 30 méter. A várhegyet három oldalról egy természetes sziklafal határolja, míg a keleti oldalát egy sziklába vágott árok választja el az Ivánscsica hegység nyugati lejtőjétől. Így csak erről az oldalról lehetett megközelíteni. A vár keleti oldalán található, ma is nagyon jó állapotú várkapuhoz egy természetes sziklahasadékon keresztül lehetett jutni. Itt egy fából készült hídon juthatunk a várba. A vár északkeleti sarkában találhatók a valaha kétemeletes, kétszárnyú palota maradványai. A palota északi falában, négy középkori árnyékszék maradványai figyelhetők meg. Falában, számos kulcslyuk alakú lőrés és ülőfülkés ablaknyílás is látható. Egyik helyiségében még a kéménykürtő is fennmaradt. A palotától délre a várkaput egy erős, két ágyúlőréses, mintegy 6 méteres átmérőjű, félköríves bástya is védte. A szokatlanul erős keleti várfal eredetileg pártázott volt, ennek nyomai még a közelmúltban is láthatók voltak. A déli várfalhoz utólag egy kisebb, négyszögletes, mára már félig leomlott tornyot építettek. Az északi és nyugati oldalon a vár kitűnő elhelyezése miatt nem volt szükség védművekre. A tágas várudvaron épületeknek nincs nyoma, egyedül a nyugati fal előtt látszik egy falvonulat, mely talán az itt lévő gazdasági épület udvari falát jelöli.